# John Rankin Franklin
John Rankin Franklin (* 6. Mai 1820 in Berlin, Maryland; † 11. Januar 1878 in Snow Hill, Maryland) war ein US-amerikanischer Politiker. Zwischen 1853 und 1855 vertrat er den Bundesstaat Maryland im US-Repräsentantenhaus.

## Werdegang
John Franklin genoss eine klassische Ausbildung und absolvierte im Jahr 1836 das Jefferson College. Nach einem anschließenden Jurastudium und seiner 1841 erfolgten Zulassung als Rechtsanwalt begann er in Snow Hill in diesem Beruf zu arbeiten. Gleichzeitig schlug er als Mitglied der Whig Party eine politische Laufbahn ein. Zwischen 1840 und 1843 saß er im Abgeordnetenhaus von Maryland, wobei er zeitweise Präsident der Kammer war. Im Jahr 1851 leitete er den Ausschuss für öffentliche Aufträge (State board of public works).
Bei den Kongresswahlen des Jahres 1852 wurde Franklin im ersten Wahlbezirk von Maryland in das US-Repräsentantenhaus in Washington, D.C. gewählt, wo er am 4. März 1853 die Nachfolge von Richard Bowie antrat. Bis zum 3. März 1855 konnte er eine Legislaturperiode im Kongress absolvieren. Diese waren von den Ereignissen im Vorfeld des Bürgerkrieges geprägt. Im Jahr 1859 war Franklin noch einmal Abgeordneter im Staatsparlament. Seit 1867 fungierte er als Richter im ersten Gerichtsbezirk von Maryland. John Franklin starb am 11. Januar 1878 in Snow Hill.